# Dypsis heterophylla
Dypsis heterophylla – gatunek palmy z rzędu arekowców (Arecales). Występuje endemicznie na Madagaskarze, w prowincjach Antananarywa, Antsiranana, Fianarantsoa oraz Toamasina. Można go spotkać między innymi w parkach narodowych Andasibe-Mantadia, Marojejy i Zahamena.
Rośnie w bioklimacie wilgotnym, jak i średniowilgotnym. Występuje na wysokości do 500–1500 m n.p.m.